# Pierry Valmera
Pierry Valmera (Port-au-Prince, 29 september 1981) is een Haïtiaans basketbalspeler. Hij heeft een lengte van 2,02 m en speelt op de center-positie.

## Carrière
Van 2003 tot 2007 speelde hij voor de Union University in Jackson. Van 2008 tot 2009 kwam hij uit voor het Zwitserse BC Boncourt. In 2016 ontving hij van zijn oude universiteit de Distinguished Achievement in Athletics award. Na zijn basketbalcarrière was hij een tijdje leraar en richtte hij POWERforward International Inc op, om onderwijskansen aan te bieden voor arme Haïtianen door middel van een scholarship voor basketbal. De meeste bekende die hierdoor naar de Verenigde Staten trok is Skal Labissiere die in de NBA speelde.

## Erelijst
- Union University: Distinguished Achievement in Athletics award: 2016